# Lichomolgus marginatus
Lichomolgus marginatus är en kräftdjursart som beskrevs av Tord Tamerlan Teodor Thorell 1859. Lichomolgus marginatus ingår i släktet Lichomolgus, och familjen Lichomolgidae. Arten är reproducerande i Sverige.